# Египетско-узбекистанские отношения

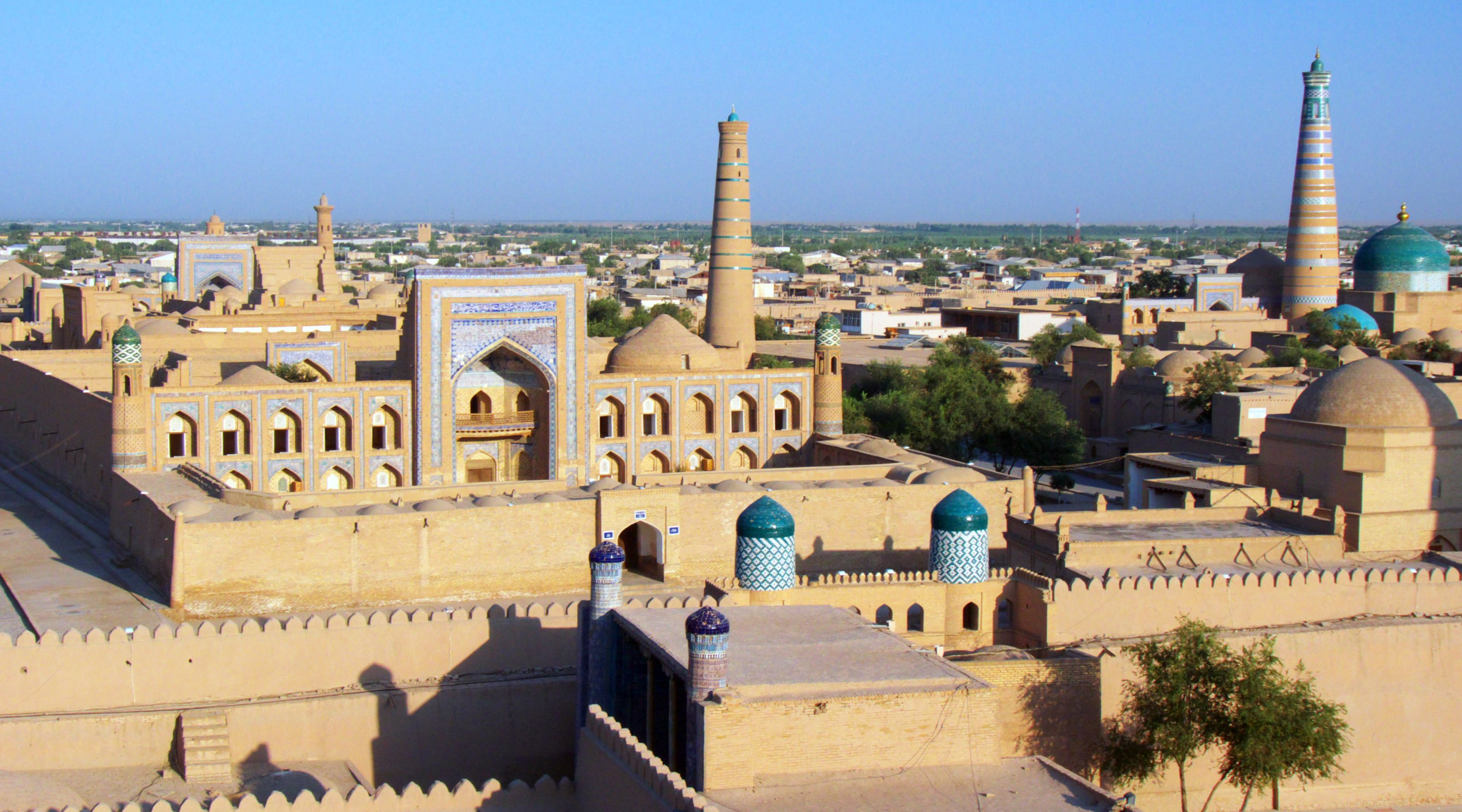
Вид на крепость Ичан-Кала в Хиве

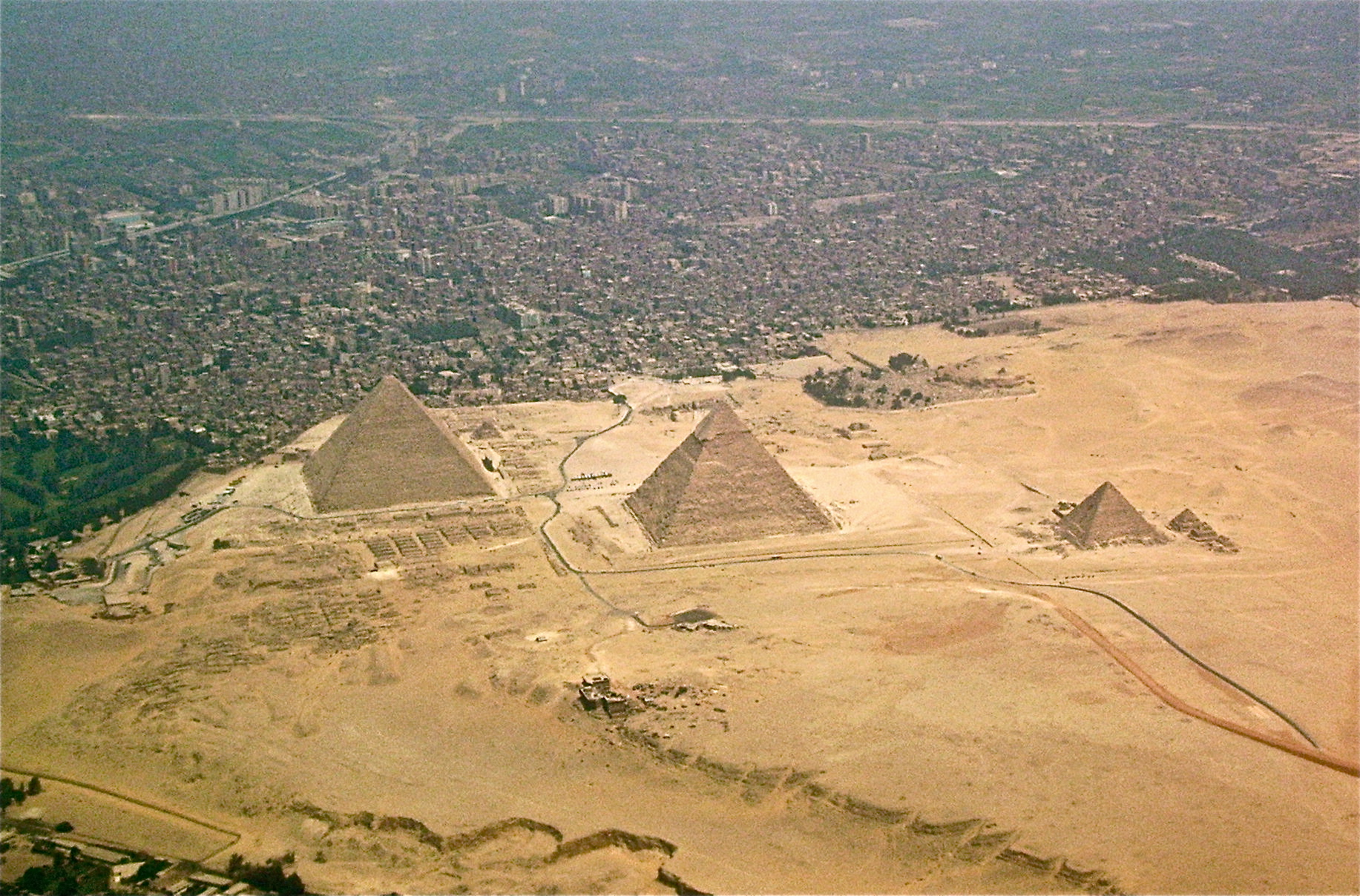
Вид на египетские пирамиды и густонаселённую Эль-Гизу

Узбекиста́нско-еги́петские отноше́ния — отношения между двумя государствами-членами ООН — Республикой Узбекистан и Арабской Республикой Египет. Обе страны признают друг друга как независимые государства, и как полноправные члены мирового сообщества. Египет стал четвёртым государством, с кем Узбекистан установил дипломатические отношения 23 января 1992 года (совместное коммюнике в Ташкенте).
Отношения двух стран издавна имеют тёплый и дружественный характер. Египет является крупнейшим политическим и экономическим партнёром Узбекистана в Африке. Для Египта, Узбекистан в свою очередь является крупнейшим партнёром в Центральной Азии. В столице Узбекистана — Ташкенте находится посольство Арабской Республики Египет, а в столице Египта — Каире в свою очередь находится посольство Республики Узбекистан. Посольство Узбекистана в Каире является крупнейшим дипломатическим представительством Узбекистана в африканском континенте. Помимо самого Египта, посольство Узбекистана в Каире обслуживает консульские округа во всех странах Африки (кроме ЮАР), а также в Ливане, Сирии и Иордании.
Страны являются членами в таких международных организациях, как Движение неприсоединения, Организация исламского сотрудничества, Международный валютный фонд.
|                            | Узбекистан                                             | Египет                                                    |
| -------------------------- | ------------------------------------------------------ | --------------------------------------------------------- |
| Население (2019)           | 33,255,000                                             | 94,800,000                                                |
| Территория                 | 448,800 км²                                            | 1,010,408 км²                                             |
| Плотность населения (2019) | 74,1 чел./км²                                          | 96,0 чел./км²                                             |
| Столица                    | Ташкент                                                | Каир                                                      |
| Крупнейшие города          | Ташкент, Самарканд, Наманган, Бухара, Фергана, Андижан | Каир, Александрия, Гиза, Шубра-эль-Хейма, Порт-Саид, Суэц |
| Форма правления            | Многопартийная президентская республика                | Многопартийная смешанная республика                       |
| Государственный язык       | узбекский                                              | арабский                                                  |
| Основная религия           | Ислам (суннизм)                                        | Ислам (суннизм)                                           |
| ВВП (ППС) (2018)           | 238,997 млрд долларов США (7,359 $ на душу населения)  | 1,391 трлн долларов США (14,028 $ на душу населения)      |
| ВВП (номинал) (2018)       | 40,259 млрд долларов США (1,238 $ на душу населения)   | 300,000 млрд долларов США (3,019 $ на душу населения)     |
| Валюта                     | Сум                                                    | Фунт                                                      |
| ИЧР (2017)                 | 0,710                                                  | 0,696                                                     |

## История отношений

### СССР
В эпоху СССР, в Ташкент и другие города Узбекской ССР приезжали на учёбу множество студентов из Египта, которые впоследствии заняли ключевые и видные посты в Египте во всех сферах экономической и политической жизни этой североафриканской ближневосточной страны. В мае 1958 года, на заре своего правления, тогдашний руководитель ОАР Гамаль Абдель Насер в ходе своего визита в СССР, посетил Ташкент, где встретился с тогдашним руководством республики, осмотрел достопримечательности столицы советской Средней Азии, а также побывал на образцовом колхозе «Красный Узбекистан» в Орджоникидзевском районе Ташкентской области, где ознакомился с развитым сельским хозяйством республики, а также осмотрел виноградники. Во время пребывания на этом колхозе, председатель колхоза подарил руководителю Египта лошадь. По воспоминаниям очевидцев этого визита, на колхозе был организован большой обед с участием Гамаля Абдель Насера, руководства Узбекской ССР, представителей центрального правительства СССР, а также других приглашённых гостей. По этим воспоминаниям Вадима Кирпиченко: «Запомнился обед в колхозе «Кзыл Узбекистан». Гости и руководство республики сидели на возвышении, на специально сооруженном помосте, а кругом на коврах и циновках размещались приглашенные, и казалось, эти ковры и циновки простирались до самого горизонта. Число участников этого обеда исчислялось не сотнями, а тысячами». ... «При посещении ташкентского текстильного комбината члены делегации ОАР сморщились: стоял неимоверный шум от грохота станков (создавалось впечатление, что несколько танковых бригад пошли на прорыв), по цехам летали клочья хлопка. Ничего нельзя было увидеть и расслышать. Один из членов делегации спросил у меня: — Ты был на текстильном комбинате в Аль-Махалла-аль-Кубре? Я ответил утвердительно. Зачем же нам показывать это старье? Действительно, на названном египетском текстильном комбинате, оборудованном новейшими американскими, английскими и французскими станками, не было ни такого адского шума, ни хлопковых облаков, и с вентиляцией дело обстояло намного лучше. Вообще состояние нашей технической оснащенности несказанно удивило египтян, а еще больше поразило их количество женщин, занятых на тяжелых дорожных работах. Так что с собой на родину делегация увезла смешанные чувства и впечатления».

### Независимый Узбекистан
В январе 1992 года в Узбекистан прибыла официальная делегация Египта, в ходе которого 23 января и были установлены дипломатические отношения между двумя государствами. В декабре 1992 года Египет с официальным визитом посетил тогдашний президент Республики Узбекистан — Ислам Каримов, который в встретился в Каире с Хосни Мубараком — с тогдашним президентом Египта. После этого визита, отношения между странами получили большое развитие. В мае 1993 года в Ташкенте было открыто посольство Арабской Республики Египет, а в декабре 1994 года в Каире открылось посольство Республики Узбекистан.
В апреле 2007 года состоялся второй в истории официальный визит президента Узбекистана в Египет. В сентябре 2018 года состоялся двухдневный официальный визит президента Арабской Республики Египет — Абдул-Фаттаха Ас-Сиси в Ташкент. Это был первый визит руководителя Египта в Узбекистан после распада СССР, через 60-летнего перерыва. В ходе этого визита были подписаны 12 документов о сотрудничестве в различных сферах двусторонних отношений. В Узбекистан начали вкладывать средства египетские бизнесмены. По состоянию на конец 2018 года, между странами подписаны 62 документа, имеющие межгосударственный, межправительственный и межведомственный характер. Проведены шесть заседаний узбекистанско-египетской межправительственной комиссии по торгово-экономическому сотрудничеству.
В 1997 году в Узбекистане было создано общество дружбы «Узбекистан-Египет», а в мае 2000 года в Египте начал функционировать общество дружбы «Египет-Узбекистан». Узбекистан также достаточно успешно сотрудничает с Агентством по развитию сотрудничества при Министерстве иностранных дел Арабской Республики Египет. С 1993 года свыше 1100 представителей Узбекистана прошли обучение на курсах этого агентства для дипломатов, работников сфер туризма, преподавателей арабского языка и других сфер.
В ВУЗах Египта обучались и обучаются множество граждан Узбекистана. Среди этих ВУЗов, наибольшую популярность среди узбекистанцев имеет Университет аль-Азхар в Каире. Египет также привлекает узбекистанцев как один из центров туризма и отдыха, а для египтян Узбекистан привлекателен также как центр паломнического туризма в священные города этой страны, а также как центр медицинского и экотуризма.
По состоянию на июнь 2019 года, между странами существует визовый режим. Гражданам Египта для въезда на территорию Узбекистана необходимо получить электронную визу этой страны, а гражданам Узбекистана нужно получить соответствующую визу в одном из представительств Египта в странах мира, где они имеются.